# 연산군 유배지
연산군 유배지는 인천광역시 강화군 교동면 고구리 산233에 있다. 1986년 4월 1일 강화군의 향토유적 제28호 연산군 적거지로 지정되었다가, 2017년 12월 20일 현재의 명칭으로 변경되었다.

## 개요
연산군 즉위 초에는 사창, 상평창, 진제창의 설치, 사가 독서의 부활 「국조보감」 「여지승람」의 간행등 다소의 업적을 이룩했으나 어머니인 폐비 윤씨가 사사된 후 세자시절을 불우하게 보낸 탓으로 이상성격이 형성, 점차 향락과 횡포를 일삼아 많은 실정을 저질렀다. 무오사화, 갑자사화를 일으켜 사림파를 대량 학살 숙청했고 성균관을 유흥장으로 만들어 황음을 일삼는 등 갖은 횡포를 자행했다.
연산군은 성종의 맏아들이며, 어머니는 판봉상시사(判奉常寺事) 윤기무(尹起畝)의 딸인 폐비 윤씨이다. 그는 어렸을 때부터 학문을 좋아하지 않아서 공부하기를 권계하는 이가 있었지만, 매우 못마땅하게 여겼다고 한다. 왕으로 등극하여 사창, 상평창, 진제창의 설치와 사가독서의 부활, ≪동국여지승람≫의 간행 등 국방과 내치면에서 다소의 업적을 이루기도 했다. 그러나 폐비 윤씨 사건을 계기로 점차 향락과 횡포를 일삼아 많은 실정을 하기도 했다. 만년에는 주색에 빠지고 도리에 어긋나며, 포학한 정치를 극도로 하여, 대신·대간·시종을 거의 다 주살하여 불로 지지고 가슴을 쪼개고 마디마디 끊고 백골을 부수어 바람에 날리는 형벌까지도 자행했다고 한다. 중종반정이 일어나 폐위되어 교동으로 유배되어 31세에 병으로 죽었다. 연산군의 적거지는 봉소리 신골과 고구리 연산골로 비정하는 견해도 있어, 종합적인 고찰이 필요하다.
조선 연산군이 중종반정으로 폐위되어 교동으로 유배되었다가 1506년 11월 죽은 터이다. 또한 인근에는 부근당이 있는데 이 곳에 연산군과 그 부인 신씨의 화상을 모신 것이라고도 한다. 그 아래에는 교동부사가 있던 동헌자리가 있는데 현재는 그 터만 남아 위에 누각을 얹고 있었던 돌기둥 두 개가 남아있다. 이 동헌자리에 황해, 경기, 충청 통호사가 있었다고 한다.

## 같이 보기
- 조선 연산군